# 千家典子
千家典子（1988年7月22日—）日本前皇族，高圓宮憲仁親王跟久子王妃之次女。出雲大社權宮司千家国麿之妻。姊姊是承子女王，妹妹是守谷絢子。婚前稱典子女王（のりこじょおう），依據《皇室典範》敬稱為殿下。徽章是蘭。勲等勲章是寶冠牡丹章（相當於舊二等寶冠章）。學位為心理學學士。

## 略歴
昭和63年（1988年）7月22日，憲仁親王與久子王妃的第2女於東京都港區愛育醫院誕生。名字為憲仁親王親選、徽印則由久子妃親選。
幼時就讀於松濤幼稚園、學習院初等科、女子中學科。平成19年（2007年）3月，自学習院女子高等科畢業。4月，進入学習院大学文学部心理学科，學習臨床心理学。
平成20年（2008年）7月，行成人禮，受勳寶冠牡丹章。之後，必須在宮中行事、祭祀等場合出席。
平成26年（2014年）5月27日  與島根縣出雲大社的神職人員千家國麿訂婚。同年7月4日行納采儀式（納采の儀）。10月2日早上，在皇居的宮中三殿中的賢所皇霊殿神殿行謁見的儀式（謁するの儀），身著小袿和袴的典子女王向祖先與神報告結婚與脫離皇籍之事。
典子女王是在平成19年（2007年）4月與母親訪問出雲大社時與千家國麿認識。千家氏為專司出雲大社祭祀的最高神職人員，是僅次於天皇家系，日本第二古老的家族。而千家國麿大典子15歲，是出雲大社最高神官千家尊佑的長子，現為輔佐最高神官的神職人員。平成26年10月5日，正式出嫁，婚禮在出雲大社舉行。儀式中典子女王身著紅色小袿與紫色的長袴，小袿為典子女王的祖母崇仁親王妃百合子自貞明皇后繼承而來的，而長袴也是由繼承自貞明皇后的布料所做成；在代理人向出雲市市公所提出結婚申請後，典子正式脫離皇室成為平民，名字為千家典子。
婚宴於10月6日在松江市的ホテル一畑當地親友，同月8日，另外在東京的新大谷飯店宴請皇太子、雅子妃以及三院院長等人。
婚後，作為出雲大社宮司的妻子而被稱之為「姫君様」。

## 系譜
| 千家典子 | 父: 憲仁親王（高円宮前當主） | 祖父: 崇仁親王（三笠宮） | 曾祖父: 大正天皇   |
| 千家典子 | 父: 憲仁親王（高円宮前當主） | 祖父: 崇仁親王（三笠宮） | 曾祖母: 貞明皇后   |
| 千家典子 | 父: 憲仁親王（高円宮前當主） | 祖母: 百合子             | 曾祖父: 高木正得   |
| 千家典子 | 父: 憲仁親王（高円宮前當主） | 祖母: 百合子             | 曾祖母: 高木邦子   |
| 千家典子 | 母: 久子（高円宮當主）       | 祖父: 鳥取滋治郎         | 曾祖父: 鳥取為三郎 |
| 千家典子 | 母: 久子（高円宮當主）       | 祖父: 鳥取滋治郎         | 曾祖母: 鳥取久壽   |
| 千家典子 | 母: 久子（高円宮當主）       | 祖母: 鳥取二三子         | 曾祖父: 友田二郎   |
| 千家典子 | 母: 久子（高円宮當主）       | 祖母: 鳥取二三子         | 曾祖母: 友田盛子   |

### 和夫家的共同祖先
由於皇室和千家氏都曾和華族中山家和九條家聯姻，典子和丈夫是遠房表親。

## 外部連結
- 高円宮家 - 宮内庁 （页面存档备份，存于）